# Europees kampioenschap voetbal mannen onder 17 - 2006 (kwalificatie)
Het kwalificatietoernooi voor het Europees kampioenschap voetbal onder 17 voor mannen was een toernooi dat duurde van 19 september 2005 tot en met 2 april 2006. Dit toernooi zou bepalen welke 15 landen zich kwalificeerden voor het Europees kampioenschap voetbal mannen onder 17 van 2006.
Alle landen van de UEFA mochten meedoen aan dit toernooi. Het toernooi werd verdeeld over twee rondes. De eerste ronde werd de kwalificatieronde genoemd. Spanje, Engeland, Frankrijk hoefden hier niet aan mee te doen, maar waren automatisch gekwalificeerd voor de eliteronde. Luxemburg hoefde als gastland geen kwalificatie te spelen, dat land mocht automatisch meedoen aan het hoofdtoernooi.

## Gekwalificeerde landen
| Land                 | Gekwalificeerd als          | Beste prestatie           |
| -------------------- | --------------------------- | ------------------------- |
| Luxemburg            | Gastland                    | Debuut                    |
| Duitsland            | Eliteronde: Winnaar groep 1 | Kwartfinale (2002)        |
| Hongarije            | Eliteronde: Winnaar groep 2 | Groepsfase (2002 en 2003) |
| Tsjechië             | Eliteronde: Winnaar groep 3 | Groepsfase (2002)         |
| België               | Eliteronde: Winnaar groep 4 | Debuut                    |
| Spanje               | Eliteronde: Winnaar groep 5 | Tweede (2003 en 2004)     |
| Servië en Montenegro | Eliteronde: Winnaar groep 6 | Kwartfinale (2002)        |
| Rusland              | Eliteronde: Winnaar groep 7 | Debuut                    |

## Kwalificatieronde

### Groep 1
De wedstrijden werden gespeeld tussen 27 september en 1 oktober 2005 in Litouwen.
| Pos | Team                 | Wed | W | G | V | Ptn | DV | DT | +/− | Kwalificatie                  |   | SCG | NIR | LTU | MLT |
| --- | -------------------- | --- | - | - | - | --- | -- | -- | --- | ----------------------------- | - | --- | --- | --- | --- |
| 1   | Servië en Montenegro | 3   | 3 | 0 | 0 | 9   | 9  | 1  | +8  | Geplaatst voor de eliteronde. |   | —   | 3–1 | 4–0 | 2–0 |
| 2   | Noord-Ierland        | 3   | 2 | 0 | 1 | 6   | 5  | 4  | +1  | Geplaatst voor de eliteronde. |   | —   | —   | 1–0 | 3–1 |
| 3   | Litouwen             | 3   | 1 | 0 | 2 | 3   | 2  | 5  | −3  |                               |   | —   | —   | —   | 2–0 |
| 4   | Malta                | 3   | 0 | 0 | 3 | 0   | 1  | 7  | −6  |                               | — | —   | —   | —   |     |

### Groep 2
De wedstrijden werden gespeeld tussen 27 september en 1 oktober 2005 in Oekraïne.
| Pos | Team     | Wed | W | G | V | Ptn | DV | DT | +/− | Kwalificatie                  |  | IRL | ITA | UKR | LAT |
| --- | -------- | --- | - | - | - | --- | -- | -- | --- | ----------------------------- |  | --- | --- | --- | --- |
| 1   | Ierland  | 3   | 2 | 1 | 0 | 7   | 6  | 3  | +3  | Geplaatst voor de eliteronde. |  | —   | 2–2 | 2–1 | 2–0 |
| 2   | Italië   | 3   | 1 | 2 | 0 | 5   | 6  | 5  | +1  | Geplaatst voor de eliteronde. |  | —   | —   | 2–2 | 2–1 |
| 3   | Oekraïne | 3   | 1 | 1 | 1 | 4   | 4  | 4  | 0   | Geplaatst voor de eliteronde. |  | —   | —   | —   | 1–0 |
| 4   | Letland  | 3   | 0 | 0 | 3 | 0   | 1  | 5  | −4  |                               |  | —   | —   | —   | —   |

### Groep 3
De wedstrijden werden gespeeld tussen 19 oktober en 23 oktober 2005 in België.
| Pos | Team       | Wed | W | G | V | Ptn | DV | DT | +/− | Kwalificatie                  |   | BEL | BUL | AUT | GEO |
| --- | ---------- | --- | - | - | - | --- | -- | -- | --- | ----------------------------- | - | --- | --- | --- | --- |
| 1   | België     | 3   | 1 | 2 | 0 | 5   | 5  | 4  | +1  | Geplaatst voor de eliteronde. |   | —   | 1–0 | 2–2 | 2–2 |
| 2   | Bulgarije  | 3   | 1 | 1 | 1 | 4   | 5  | 2  | +3  | Geplaatst voor de eliteronde. |   | —   | —   | 4–0 | 1–1 |
| 3   | Oostenrijk | 3   | 1 | 1 | 1 | 4   | 4  | 6  | −2  |                               |   | —   | —   | —   | 2–0 |
| 4   | Georgië    | 3   | 0 | 2 | 1 | 2   | 3  | 5  | −2  |                               | — | —   | —   | —   |     |

### Groep 4
De wedstrijden werden gespeeld tussen 24 oktober en 28 oktober 2005 in Israël.
| Pos | Team         | Wed | W | G | V | Ptn | DV | DT | +/− | Kwalificatie                  |   | RUS | ISR | AZE | ARM |
| --- | ------------ | --- | - | - | - | --- | -- | -- | --- | ----------------------------- | - | --- | --- | --- | --- |
| 1   | Rusland      | 3   | 2 | 1 | 0 | 7   | 6  | 1  | +5  | Geplaatst voor de eliteronde. |   | —   | 1–0 | 1–1 | 4–0 |
| 2   | Israël       | 3   | 2 | 0 | 1 | 6   | 12 | 4  | +8  | Geplaatst voor de eliteronde. |   | —   | —   | 5–1 | 7–2 |
| 3   | Azerbeidzjan | 3   | 1 | 1 | 1 | 4   | 5  | 6  | −1  |                               |   | —   | —   | —   | 3–0 |
| 4   | Armenië      | 3   | 0 | 0 | 3 | 0   | 2  | 14 | −12 |                               | — | —   | —   | —   |     |

### Groep 5
De wedstrijden werden gespeeld tussen 14 oktober en 18 oktober 2005 in Portugal.
| Pos | Team       | Wed | W | G | V | Ptn | DV | DT | +/− | Kwalificatie                  |   | GER | POR | FAR | SMR  |
| --- | ---------- | --- | - | - | - | --- | -- | -- | --- | ----------------------------- | - | --- | --- | --- | ---- |
| 1   | Duitsland  | 3   | 3 | 0 | 0 | 9   | 16 | 0  | +16 | Geplaatst voor de eliteronde. |   | —   | 2–0 | 4–0 | 10–0 |
| 2   | Portugal   | 3   | 2 | 0 | 1 | 6   | 9  | 2  | +7  | Geplaatst voor de eliteronde. |   | —   | —   | 4–0 | 5–0  |
| 3   | Faeröer    | 3   | 0 | 1 | 2 | 1   | 3  | 11 | −8  |                               |   | —   | —   | —   | 3–3  |
| 4   | San Marino | 3   | 0 | 1 | 2 | 1   | 3  | 18 | −15 |                               | — | —   | —   | —   |      |

### Groep 6
De wedstrijden werden gespeeld tussen 23 september en 27 september 2005 in Andorra.
| Pos | Team     | Wed | W | G | V | Ptn | DV | DT | +/− | Kwalificatie                  |   | SWE | CZE | ISL | AND |
| --- | -------- | --- | - | - | - | --- | -- | -- | --- | ----------------------------- | - | --- | --- | --- | --- |
| 1   | Zweden   | 3   | 2 | 1 | 0 | 7   | 10 | 3  | +7  | Geplaatst voor de eliteronde. |   | —   | 3–1 | 2–2 | 5–0 |
| 2   | Tsjechië | 3   | 2 | 0 | 1 | 6   | 10 | 4  | +6  | Geplaatst voor de eliteronde. |   | —   | —   | 4–1 | 5–0 |
| 3   | IJsland  | 3   | 1 | 1 | 1 | 4   | 9  | 6  | +3  |                               |   | —   | —   | —   | 6–0 |
| 4   | Andorra  | 3   | 0 | 0 | 3 | 0   | 0  | 16 | −16 |                               | — | —   | —   | —   |     |

### Groep 7
De wedstrijden werden gespeeld tussen 19 september en 23 september 2005 in Finland.
| Pos | Team                  | Wed | W | G | V | Ptn | DV | DT | +/− | Kwalificatie                  |   | FIN | SVK | GRE | BIH |
| --- | --------------------- | --- | - | - | - | --- | -- | -- | --- | ----------------------------- | - | --- | --- | --- | --- |
| 1   | Finland               | 3   | 2 | 1 | 0 | 7   | 5  | 2  | +3  | Geplaatst voor de eliteronde. |   | —   | 3–1 | 1–0 | 4–1 |
| 2   | Slowakije             | 3   | 2 | 0 | 1 | 6   | 12 | 4  | +8  | Geplaatst voor de eliteronde. |   | —   | —   | 7–0 | 4–1 |
| 3   | Griekenland           | 3   | 1 | 0 | 2 | 3   | 3  | 10 | −7  |                               |   | —   | —   | —   | 3–2 |
| 4   | Bosnië en Herzegovina | 3   | 0 | 1 | 2 | 1   | 4  | 8  | −4  |                               | — | —   | —   | —   |     |

### Groep 8
De wedstrijden werden gespeeld tussen 20 september en 24 september 2005 in Polen.
| Pos | Team          | Wed | W | G | V | Ptn | DV | DT | +/− | Kwalificatie                  |   | MDA | POL | NOR | LIE |
| --- | ------------- | --- | - | - | - | --- | -- | -- | --- | ----------------------------- | - | --- | --- | --- | --- |
| 1   | Moldavië      | 3   | 2 | 1 | 0 | 7   | 6  | 2  | +4  | Geplaatst voor de eliteronde. |   | —   | 0–0 | 2–0 | 4–2 |
| 2   | Polen         | 3   | 2 | 1 | 0 | 7   | 4  | 0  | +4  | Geplaatst voor de eliteronde. |   | —   | —   | 2–0 | 2–0 |
| 3   | Noorwegen     | 3   | 1 | 0 | 2 | 3   | 3  | 5  | −2  |                               |   | —   | —   | —   | 3–1 |
| 4   | Liechtenstein | 3   | 0 | 0 | 3 | 0   | 3  | 9  | −6  |                               | — | —   | —   | —   |     |

### Groep 9
De wedstrijden werden gespeeld tussen 16 oktober en 20 oktober 2005 in Macedonië.
| Pos | Team            | Wed | W | G | V | Ptn | DV | DT | +/− | Kwalificatie                  |   | TUR | ROU | CRO | MKD |
| --- | --------------- | --- | - | - | - | --- | -- | -- | --- | ----------------------------- | - | --- | --- | --- | --- |
| 1   | Turkije         | 3   | 3 | 0 | 0 | 9   | 6  | 1  | +5  | Geplaatst voor de eliteronde. |   | —   | 1–0 | 1–0 | 4–1 |
| 2   | Roemenië        | 3   | 1 | 1 | 1 | 4   | 4  | 1  | +3  | Geplaatst voor de eliteronde. |   | —   | —   | 0–0 | 4–0 |
| 3   | Kroatië         | 3   | 1 | 1 | 1 | 4   | 2  | 1  | +1  |                               |   | —   | —   | —   | 2–0 |
| 4   | Noord-Macedonië | 3   | 0 | 0 | 3 | 0   | 1  | 10 | −9  |                               | — | —   | —   | —   |     |

### Groep 10
De wedstrijden werden gespeeld tussen 26 september en 30 september 2005 in Hongarije.
| Pos | Team      | Wed | W | G | V | Ptn | DV | DT | +/− | Kwalificatie                  |   | HUN | CYP | SCO | ALB |
| --- | --------- | --- | - | - | - | --- | -- | -- | --- | ----------------------------- | - | --- | --- | --- | --- |
| 1   | Hongarije | 3   | 3 | 0 | 0 | 9   | 9  | 1  | +8  | Geplaatst voor de eliteronde. |   | —   | 2–0 | 2–0 | 5–1 |
| 2   | Cyprus    | 3   | 2 | 0 | 1 | 6   | 3  | 2  | +1  | Geplaatst voor de eliteronde. |   | —   | —   | 1–0 | 2–0 |
| 3   | Schotland | 3   | 1 | 0 | 2 | 3   | 3  | 3  | 0   |                               |   | —   | —   | —   | 3–0 |
| 4   | Albanië   | 3   | 0 | 0 | 3 | 0   | 1  | 10 | −9  |                               | — | —   | —   | —   |     |

### Groep 11
De wedstrijden werden gespeeld tussen 29 september en 3 oktober 2005 in Wit-Rusland.
| Pos | Team        | Wed | W | G | V | Ptn | DV | DT | +/− | Kwalificatie                  |   | NED | DEN | BLR | SLO |
| --- | ----------- | --- | - | - | - | --- | -- | -- | --- | ----------------------------- | - | --- | --- | --- | --- |
| 1   | Nederland   | 3   | 1 | 2 | 0 | 5   | 3  | 2  | +1  | Geplaatst voor de eliteronde. |   | —   | 1–1 | 1–0 | 1–1 |
| 2   | Denemarken  | 3   | 1 | 2 | 0 | 5   | 2  | 1  | +1  | Geplaatst voor de eliteronde. |   | —   | —   | 0–0 | 1–0 |
| 3   | Wit-Rusland | 3   | 1 | 1 | 1 | 4   | 1  | 1  | 0   |                               |   | —   | —   | —   | 1–0 |
| 4   | Slovenië    | 3   | 0 | 1 | 2 | 1   | 1  | 3  | −2  |                               | — | —   | —   | —   |     |

### Groep 12
De wedstrijden werden gespeeld tussen 22 september en 26 september 2005 in Wales.
| Pos | Team        | Wed | W | G | V | Ptn | DV | DT | +/− | Kwalificatie                  |   | SUI | WAL | EST | KAZ |
| --- | ----------- | --- | - | - | - | --- | -- | -- | --- | ----------------------------- | - | --- | --- | --- | --- |
| 1   | Zwitserland | 3   | 3 | 0 | 0 | 9   | 12 | 2  | +10 | Geplaatst voor de eliteronde. |   | —   | 3–0 | 5–1 | 4–1 |
| 2   | Wales       | 3   | 1 | 1 | 1 | 4   | 4  | 5  | −1  | Geplaatst voor de eliteronde. |   | —   | —   | 2–0 | 2–2 |
| 3   | Estland     | 3   | 1 | 0 | 2 | 3   | 3  | 8  | −5  |                               |   | —   | —   | —   | 2–1 |
| 4   | Kazachstan  | 3   | 0 | 1 | 2 | 1   | 4  | 8  | −4  |                               | — | —   | —   | —   |     |

### Ranking nummers 3
| Gr. | Land         | GW | W | G | V | DV | DT | +/− | Ptn. |
| --- | ------------ | -- | - | - | - | -- | -- | --- | ---- |
| 2   | Oekraïne     | 2  | 0 | 1 | 1 | 3  | 4  | –1  | 1    |
| 9   | Kroatië      | 2  | 0 | 1 | 1 | 0  | 1  | –1  | 1    |
| 11  | Wit-Rusland  | 2  | 0 | 1 | 1 | 0  | 1  | –1  | 1    |
| 6   | IJsland      | 2  | 0 | 1 | 1 | 3  | 6  | –3  | 1    |
| 3   | Oostenrijk   | 2  | 0 | 1 | 1 | 2  | 6  | –4  | 1    |
| 4   | Azerbeidzjan | 2  | 0 | 1 | 1 | 2  | 6  | –4  | 1    |
| 10  | Schotland    | 2  | 0 | 0 | 2 | 0  | 3  | –3  | 0    |
| 8   | Noorwegen    | 2  | 0 | 0 | 2 | 0  | 4  | –4  | 0    |
| 1   | Litouwen     | 2  | 0 | 0 | 2 | 0  | 5  | –5  | 0    |
| 12  | Estland      | 2  | 0 | 0 | 2 | 1  | 7  | –6  | 0    |
| 5   | Faeröer      | 2  | 0 | 0 | 2 | 0  | 8  | –8  | 0    |
| 7   | Griekenland  | 2  | 0 | 0 | 2 | 0  | 8  | –8  | 0    |

## Eliteronde

### Groep 1
De wedstrijden werden gespeeld tussen 24 en 28 maart 2006 in Nederland.
| Pos | Team          | Wed | W | G | V | Ptn | DV | DT | +/− | Kwalificatie                      |   | GER | NED | NIR | FIN |
| --- | ------------- | --- | - | - | - | --- | -- | -- | --- | --------------------------------- | - | --- | --- | --- | --- |
| 1   | Duitsland     | 3   | 2 | 1 | 0 | 7   | 9  | 1  | +8  | Geplaatst voor het hoofdtoernooi. |   | —   | 1–1 | 4–0 | 4–0 |
| 2   | Nederland     | 3   | 2 | 1 | 0 | 7   | 5  | 2  | +3  |                                   |   | —   | —   | 3–1 | 1–0 |
| 3   | Noord-Ierland | 3   | 1 | 0 | 2 | 3   | 3  | 10 | −7  |                                   | — | —   | —   | 3–2 |     |
| 4   | Finland       | 3   | 0 | 0 | 3 | 0   | 3  | 7  | −4  |                                   | — | —   | —   | —   |     |

### Groep 2
De wedstrijden werden gespeeld tussen 26 en 30 maart 2006 in Portugal.
| Pos | Team      | Wed | W | G | V | Ptn | DV | DT | +/− | Kwalificatie                      |   | HUN | POR | UKR | SWE |
| --- | --------- | --- | - | - | - | --- | -- | -- | --- | --------------------------------- | - | --- | --- | --- | --- |
| 1   | Hongarije | 3   | 2 | 1 | 0 | 7   | 9  | 1  | +8  | Geplaatst voor het hoofdtoernooi. |   | —   | 1–1 | 4–0 | 4–0 |
| 2   | Portugal  | 3   | 1 | 2 | 0 | 5   | 5  | 4  | +1  |                                   |   | —   | —   | 2–2 | 2–1 |
| 3   | Oekraïne  | 3   | 0 | 2 | 1 | 2   | 3  | 7  | −4  |                                   | — | —   | —   | 1–1 |     |
| 4   | Zweden    | 3   | 0 | 1 | 2 | 1   | 2  | 7  | −5  |                                   | — | —   | —   | —   |     |

### Groep 3
De wedstrijden werden gespeeld tussen 29 maart en 2 april 2006 in Turkije.
| Pos | Team       | Wed | W | G | V | Ptn | DV | DT | +/− | Kwalificatie                      |   | CZE | FRA | DEN | TUR |
| --- | ---------- | --- | - | - | - | --- | -- | -- | --- | --------------------------------- | - | --- | --- | --- | --- |
| 1   | Tsjechië   | 3   | 2 | 0 | 1 | 6   | 4  | 3  | +1  | Geplaatst voor het hoofdtoernooi. |   | —   | 1–3 | 2–0 | 1–0 |
| 2   | Frankrijk  | 3   | 1 | 2 | 0 | 5   | 4  | 2  | +2  |                                   |   | —   | —   | 0–0 | 1–1 |
| 3   | Denemarken | 3   | 1 | 1 | 1 | 4   | 1  | 2  | −1  |                                   | — | —   | —   | 1–0 |     |
| 4   | Turkije    | 3   | 0 | 1 | 2 | 1   | 1  | 3  | −2  |                                   | — | —   | —   | —   |     |

### Groep 4
De wedstrijden werden gespeeld tussen 26 en 30 maart 2006 in Polen.
| Pos | Team        | Wed | W | G | V | Ptn | DV | DT | +/− | Kwalificatie                      |   | BEL | POL | SUI | SVK |
| --- | ----------- | --- | - | - | - | --- | -- | -- | --- | --------------------------------- | - | --- | --- | --- | --- |
| 1   | België      | 3   | 2 | 1 | 0 | 7   | 9  | 3  | +6  | Geplaatst voor het hoofdtoernooi. |   | —   | 2–0 | 3–3 | 4–0 |
| 2   | Polen       | 3   | 2 | 0 | 1 | 6   | 5  | 3  | +2  |                                   |   | —   | —   | 1–0 | 4–1 |
| 3   | Zwitserland | 3   | 1 | 1 | 1 | 4   | 6  | 4  | +2  |                                   | — | —   | —   | 3–0 |     |
| 4   | Slowakije   | 3   | 0 | 0 | 3 | 0   | 1  | 11 | −10 |                                   | — | —   | —   | —   |     |

### Groep 5
De wedstrijden werden gespeeld tussen 23 en 27 maart 2006 in Cyprus.
| Pos | Team     | Wed | W | G | V | Ptn | DV | DT | +/− | Kwalificatie                      |   | ESP | WAL | CYP | MDA |
| --- | -------- | --- | - | - | - | --- | -- | -- | --- | --------------------------------- | - | --- | --- | --- | --- |
| 1   | Spanje   | 3   | 2 | 1 | 0 | 7   | 6  | 1  | +5  | Geplaatst voor het hoofdtoernooi. |   | —   | 2–0 | 1–1 | 3–0 |
| 2   | Wales    | 3   | 1 | 1 | 1 | 4   | 5  | 5  | 0   |                                   |   | —   | —   | 2–0 | 3–3 |
| 3   | Cyprus   | 3   | 1 | 1 | 1 | 4   | 3  | 3  | 0   |                                   | — | —   | —   | 2–0 |     |
| 4   | Moldavië | 3   | 0 | 1 | 2 | 1   | 3  | 8  | −5  |                                   | — | —   | —   | —   |     |

### Groep 6
De wedstrijden werden gespeeld tussen 27 en 31 maart 2006 in Ierland.
| Pos | Team                 | Wed | W | G | V | Ptn | DV | DT | +/− | Kwalificatie                      |   | SCG | IRL | ISR | ROU |
| --- | -------------------- | --- | - | - | - | --- | -- | -- | --- | --------------------------------- | - | --- | --- | --- | --- |
| 1   | Servië en Montenegro | 3   | 2 | 0 | 1 | 6   | 5  | 2  | +3  | Geplaatst voor het hoofdtoernooi. |   | —   | 3–0 | 1–2 | 1–0 |
| 2   | Ierland              | 3   | 1 | 1 | 1 | 4   | 5  | 4  | +1  |                                   |   | —   | —   | 1–1 | 4–0 |
| 3   | Israël               | 3   | 1 | 1 | 1 | 4   | 4  | 5  | −1  |                                   | — | —   | —   | 1–3 |     |
| 4   | Roemenië             | 3   | 1 | 0 | 2 | 3   | 3  | 6  | −3  |                                   | — | —   | —   | —   |     |

### Groep 7
De wedstrijden werden gespeeld tussen 28 maart en 1 april 2006 in Engeland.
| Pos | Team      | Wed | W | G | V | Ptn | DV | DT | +/− | Kwalificatie                      |   | RUS | ITA | ENG | BUL |
| --- | --------- | --- | - | - | - | --- | -- | -- | --- | --------------------------------- | - | --- | --- | --- | --- |
| 1   | Rusland   | 3   | 2 | 1 | 0 | 7   | 7  | 1  | +6  | Geplaatst voor het hoofdtoernooi. |   | —   | 0–0 | 2–1 | 5–0 |
| 2   | Italië    | 3   | 1 | 2 | 0 | 5   | 5  | 2  | +3  |                                   |   | —   | —   | 2–2 | 3–0 |
| 3   | Engeland  | 3   | 0 | 2 | 1 | 2   | 3  | 4  | −1  |                                   | — | —   | —   | 0–0 |     |
| 4   | Bulgarije | 3   | 0 | 1 | 2 | 1   | 0  | 8  | −8  |                                   | — | —   | —   | —   |     |

Jeugd-EK's: onder 21 · onder 19       Jeugd-WK's: onder 20 · onder 17